# 697 TCN
697 TCN là một năm trong lịch La Mã.